# Alain Jaubert
 (mai 2017).
Pour les articles homonymes, voir Jaubert.
Œuvres principales
- Val Paradis
- Palettes

Alain Jaubert, né le 29 juillet 1940 à Paris où il est mort le 15 mars 2025,, est écrivain, journaliste, producteur et réalisateur de télévision français.

## Biographie
Marin à 17 ans puis étudiant en lettres et en sciences, il est journaliste scientifique à La Recherche et au Nouvel Observateur, chroniqueur de musique classique à Libération, et professeur « dilettante et nomade » de philosophie et d'arts décoratifs. 
Dans les années 1970-1980, il participe aux actions du Secours rouge, du Groupe d’informations sur les prisons (GIP), de l’Agence de presse Libération (APL) et participe aussi à la naissance du quotidien Libération. 
Cinéaste, il a dirigé le magazine Les Arts pour Océaniques de 1990 à 1993 et est l’auteur-réalisateur de la série « Palettes » produite de 1988 à 2003.

### Formation
Il fait des études secondaires dans diverses institutions puis au lycée Claude Bernard, avec comme professeurs Pierre Kaufmann et Julien Gracq puis à la Sorbonne. 
Licence ès sciences à la Faculté des sciences de Paris (1962-1965), il fait aussi des études de cinéma à Paris VIII-Vincennes de 1978 à 1980.

### Journalisme
Membre de l’Association des journalistes scientifiques de la presse d’information (AJSPI) de 1970 à 1990, chroniqueur scientifique à La Recherche, Le Nouvel Observateur (1970 à 1978), journaliste à Science et Vie, New Scientist, Ciencia nueva, Politique hebdo, Le Monde diplomatique, Jeune Afrique et dans diverses revues médicales, il est aussi chroniqueur musical de 1978 à 1981 à Libération et collaborateur régulier de Lire, Photographies, Le Magazine littéraire, Antigone et L’Infini.

### Enseignements
Chargé de cours au département de philosophie de Paris VIII-Vincennes dans le cadre de la chaire de Michel Foucault : cours sur l’épistémologie de la biologie, « Sciences et politique », « Science et pouvoir », « Génétique, eugénisme et bio-politique » (1970-1974). Il enseigne à l’École nationale supérieure des arts décoratifs de Paris, de 1983 à 1990 : théories de la couleur, communication photographique, photographie et narration, photographie et vérité, nouvelles images. Artiste invité par Alain Fleischer au Fresnoy-Studio national des arts contemporains, dans les années 1998-1999 et 1999-2000, il effectue de nombreuses interventions ponctuelles (conférences, cours, séminaires) à l’INA, La Femis, l’École du Patrimoine, Sciences Po Paris et l’École nationale supérieure des beaux-arts.

### Cinéaste
Alain Jaubert travaille à l’Institut national de l'audiovisuel à partir de 1981. Il y réalise plusieurs films et collabore en même temps au CNRS-Audiovisuel où l’y a invité Jean-Michel Arnold. En 1988, il est engagé par Pierre-André Boutang pour l’émission Océaniques (FR3) où il réalise une quinzaine de films, essentiellement des portraits d’écrivains ou d’artistes, et où il est le producteur d’un magazine mensuel Les Arts (1990-1993). À l’appel de Thierry Garrel, il commence pour la nouvelle chaîne Arte une série, intitulée « Palettes » (1988-2003) qui comprendra 50 épisodes et sera produite avec le concours des musées français et de plusieurs musées étrangers. La série connaît le succès en France puis dans le monde entier. Pour Arte, Alain Jaubert continue à réaliser aussi bien des soirées thématiques que des films documentaires de long format et de nombreux films courts pour le magazine Métropolis. Il a travaillé aussi avec la chaîne culturelle Public Television Service (en) (TPS) de Taïwan. 

### Écrivain et essayiste
Après plusieurs essais parus chez divers éditeurs de 1973 à 2004, il publie aux éditions Gallimard un premier roman, Val Paradis, distingué par le prix Goncourt du Premier Roman et une dizaine de prix littéraires. Plusieurs autres romans suivront, en alternance avec des essais sur les images (en particulier celles des pouvoirs totalitaires), sur la peinture, sur Casanova ou sur Turner. Il publie aussi des nouvelles dans Antigone, Le Trait ou Le Monde 2.

### Missions
Alain Jaubert a participé à diverses missions et enquêtes, en parallèle à ses activités de journaliste ou de cinéaste. Il mène ainsi une enquête pour le Service de Recherches du ministère de la Justice sur « Le devenir du toxicomane » (1976-1977), en collaboration avec Numa Murard, publiée sous une forme amplifiée dans un numéro spécial de la revue Recherches, Drogues, passions muettes, 1980, avec des interventions de Félix Guattari, Gilles Deleuze et Anne-Lise Stern. 
Il est Président de janvier 1982 à juillet 1983 d’une commission de travail sur le thème « Sciences et audiovisuel », dans le cadre de la Mission interministérielle de l’information scientifique et technique (MIDIST) dirigée alors par Bernard Cassen. Le rapport final a été publié par le ministère de la Recherche au début de l’année 1983, puis sous forme d’un numéro spécial de la revue Éducation et Société.
Chargé par le ministère de la Recherche d’une mission d’étude sur les possibilités de développement d’une « Université ouverte audiovisuelle » en France (mission du 15 novembre 1984, rapport présenté fin janvier 1986). Membre, avec Pierre Dumayet et Pierre-André Boutang, entre autres, de l’une des commissions de préfiguration de la Bibliothèque Nationale de France, groupe de travail « télévision », 1989-1991, il est organisateur d’un programme « Cinéma et peinture » pour le Ministère des Affaires étrangères en 1992. Dans le cadre du Ministère des Affaires étrangères et de l’Association française d’action artistique (AFAA), il participe à plusieurs missions à l’étranger (conférences, films, coproductions): Inde (1989), Moscou (1996), Espagne (2000), Chili et Paraguay (2001), Canada et États-Unis (2005), Bulgarie (2005), Cuba (2007), Thaïlande (2008), Taïwan (2008) et Italie (2013).

## Affaire Jaubert

Paris juin 1971, Alain Jaubert à sa sortie de l’Hôpital de Hôtel-Dieu (c) Michel Puech

Le 29 mai 1971 (à l'époque il est journaliste au Nouvel Observateur), il sort en famille d'un restaurant de la place Clichy et tombe sur une manifestation du Secours rouge en soutien à des nationalistes antillais. Désirant porter secours à un homme ensanglanté, un certain Sollier, il propose au brigadier en montrant sa carte de presse d'accompagner le blessé dans le car de police qui l'emmène à l'hôpital Lariboisière. Pendant tout le trajet, Alain Jaubert est copieusement passé à tabac,.
Déposé aux urgences, il souffre de plusieurs traumatismes. Il est ensuite placé en garde à vue. Après quarante-huit heures, un juge d'instruction provisoire passe dans sa cellule, et l'inculpe pour insultes, rébellion et coups et blessures à agents de la force publique. Alain Jaubert indique alors que son avocat sera Maître Henri Leclerc. Le 30 mai au soir, la préfecture de police adresse un communiqué à l'Agence France-Presse, qui affirme que Jaubert aurait agressé les agents et tenté de s’enfuir du fourgon en marche, qu'il a été placé sous mandat de dépôt pour rébellion, coups et outrage à agents de la force publique et qu’il a été conduit à la salle Cusco de l'Hôtel-Dieu pour y recevoir des soins. 
Les faits et le communiqué créent une vive émotion dans la presse. Un groupe d'intellectuels de gauche, emmené notamment par Michel Foucault, Gilles Deleuze et Denis Langlois, lancent une pétition et organisent une contre-enquête. Le contexte tendu autour de l’« affaire Jaubert » donne l'idée à Jean-Luc Godard et Jean-Claude Vernier, qui militent alors dans les mouvements maoïstes, de lancer une nouvelle agence de presse : ce sera l'Agence de presse Libération (APL), qui engendrera plus tard le quotidien Libération,.
Trois semaines après l'affaire, deux médecins nommés par le juge d'instruction dénombreront une cinquantaine d'hématomes et plusieurs traumatismes.
Le 26 janvier 1973, la justice ayant laissé dormir l'affaire, Alain Jaubert et Maitre Henri Leclerc font une déclaration à la presse en évoquant l'article 180 du code de procédure pénale qui somme le procureur de la république de porter sans retard les affaires dont l'instruction est close à l'une des plus prochaines audiences du tribunal correctionnel.
Le 3 avril 1973, un jugement mitigé condamne seulement trois des nombreux policiers responsables des violences à des amendes et à des peines de prison de 13 mois avec sursis. Les policiers feront appel et leur peine sera réduite à huit mois d'emprisonnement avec sursis et 500 francs a verser à la victime. Alain Jaubert est jugé coupable de les avoir insultés et de s'être rebellé. Son amende s'élèvera à 500 francs. 
Pourtant curieusement, des mois plus tard, la justice lui octroie une sorte de dédommagement de 2000 francs. 
Cette affaire a eu un impact emblématique sur le débat public concernant les violences policières.

## Filmographie

### CNRS-Audiovisuel et Institut national de l’audiovisuel (1981-1989)
- Trois histoires de Chine, 54 min, Hexagramm, 1981, diffusion RSS
- La Disparition, 8 min, 1982, diffusion A2
- La Flèche du temps, émission anniversaire « Le changement à plus d’un titre »), 5 min, 1982, diffusion FR3
- Portrait d’un sage taoïste, entretiens avec Joseph Needham, 55 min, 1983, diffusion TF1, série « Mémoire »
- La Fièvre, 5 min, 1983, Diffusion TF1, série « La Petite Encyclopédie Scientifique »
- Passions électriques, 13 min, 1984, diffusion TF1 et RTBF
- Auschwitz l’album la mémoire, 45 min, 1985, diffusion A2 ; édition DVD, éditions Montparnasse, 2005
- Le Rhône, 56 min, 1986, série « Les fleuves de la Méditerranée », en collaboration avec Jacques Bethemont, diffusion RAI

### Océaniques sur FR3 (1988 à 1993)
- La Bibliothèque idéale (1988, 2 × 55 min)
- Jorge Luis Borges au Collège de France (1983, CNRS)
- Histoires nocturnes, entretien avec Carlo Ginzburg
- Robert Darnton historien, entretien avec Robert Darnton, en collaboration avec Pierre Boncenne
- Umberto Eco à bâtons rompus, entretien avec Umberto Eco, en collaboration avec Pierre Boncenne (2 × 45 min)
- Paroles en forme de tourbillon, entretien avec Octavio Paz
- Mario si ! Mario no !, entretien avec Mario Vargas Llosa
- Entretien avec Stephen Jay Gould
- Entretien avec Allen Ginsberg
- Le Sacrifice, débat entre Roberto Calasso et René Girard
- Portrait d’un expert, Federico Zeri (1992, 2 x 55 min)
- Entretien avec Giulio Carlo Argan, avec Marc Perelman (inédit)
- Entretien avec Karel Appel, avec Nathalie Sergent, 1993 (inédit)
- Une femme libre, Henriette Nizan (2 x 55 min), en collaboration avec Marie-José Jaubert
- 1990-1993 : Producteur et coréalisateur du magazine mensuel Les Arts, 23 numéros

### France 3
- Série « Un siècle d’écrivains », Henri Michaux (Palette production, 1995, 46 min)
- Dina Vierny, une vie pour l’art (France 3-Sud et France 3 National, 2006, 50 min)

### Arte
- 1988-2003 : série « Palettes », Delta Image, La Sept/Arte puis Palette Production, Arte, en coproduction avec les musées du Louvre, Orsay, Picasso, Guimet, le Centre Georges-Pompidou, Le CNRS-Image/média, la Réunion des musées nationaux, la Bibliothèque nationale de France, 50 films produits, édition en DVD puis coffret par Arte et les éditions Montparnasse… Une trentaine de prix internationaux.
- 1992-1998 : Soirées Thématiques: Faux et image de faux, en collaboration avec François Niney ; Piero della Francesca ; La Voix ; La Beat-generation, en collaboration avec Eric Sarner ; Manifeste, en collaboration avec Michel Le Bayon ; La Bibliothèque Nationale de France.
- Citizen Barnes, un rêve américain, en collaboration avec Philippe Pilard, 1993, Delta Image/Arte, diffusion Arte, 55 min.
- Gustave Caillebotte ou les aventures du regard, (1994, 60 min, DVD, Les films du paradoxe).
- Giacomo Casanova, un aventurier de l’Europe des Lumières, 1998 (On Line, 100 min)
- Les Globes du Roi Soleil (Coronelli), en collaboration avec Marie-José Jaubert, Palette production, 30 min
- Friedrich Nietzsche, un voyage philosophique, 2000 (Palette production, 100 min).
- Borges par Borges, 2002, (Sodaperaga, 56 min)
- 2003-2005 : Lignes, formes, couleurs, série de 12 films de 26 min, en collaboration avec Marie-José Jaubert, France 5, Musée du Louvre, CNRS, édition en DVD, éditions Montparnasse.
- 1995-2005 : une trentaine de films courts ou moyens pour le magazine culturel Métropolis (Arte) : entretiens avec Claude Simon, George Steiner, Gérard Fromanger, Georges Mathieu, François Rouan, Michel Laclotte, Pierre Rosenberg, George Didi-Hubermann, Philippe Sollers...
- Le Voyage des Globes de Coronelli (en collaboration avec Marie-José Jaubert, Bibliothèque nationale de France, 2006, 52 min)
- François-Xavier Fabre (en collaboration avec Marie-José Jaubert, Musée Fabre, Montpellier, 2006, 20 min)
- Les coffrets à trésors de l’empereur de Chine (TPS-Taïwan, Artline et Arte, 2009, 26 min)
- J.M.W. Turner (Arte, RMN, Poissons volants, 2010, 55 min)
- La beauté animale (Arte, RMN, Poissons volants, 2011, 55 min)
- Jour de fête à Bianjing (TPS-Taiwan, Artline, Arte, 2011, 26 min)
- Marseille champ contre-champ (13 production-Arte, 2013, 30 min)

### Éditions Montparnasse
- Le Subtil oiseleur, d'après un scénario de Michel Foucault, avec la voix de Fanny Ardant, 60', 2022.

#### Prix décernés à la série «Palettes»
- Festival International du Film sur l'Art (FIFA) - Montréal - 1989
- Prix du meilleur film éducatif. Festival International de Programmes Audiovisuels - Cannes – 1989
- FIPA d'argent. URTI - Monte Carlo – 1989
- Prix du documentaire de création. Deuxième Biennale Internationale du Film sur l'Art - Centre Georges-Pompidou, Paris – 1990
- Prix du meilleur film vidéo. Festival International du Film Scientifique - Palaiseau – 1990
- Prix du meilleur film d'Enseignement Supérieur et de Recherche. Festival International du Film d'Art de l'UNESCO – 1990
- Grand Prix du scénario. Festival de l'Audiovisuel Muséographique - Paris – 1992
- Grand Prix. First International Art Film Festival Trencianske Teplice – 1993
- Premier Prix European Baroque
- Prix du meilleur documentaire de création (Thème : art & culture) - SCAM - Paris – 1994
- Présenté à la 4e Biennale Internationale du Film sur l'Art, Centre Georges-Pompidou, Paris – 1994
- Prix du scénario, Festival du film archéologique AGON, Athènes 2000
- Prix du jury, Festival du cinéma archéologique, Agrigente, 2004
- La série éditée par les éditions Montparnasse a reçu le grand prix de l’académie Charles-Cros (1994)

## Publications

### Essais
- Autocritique de la science, (en collaboration avec Jean-Marc Lévy-Leblond), éditions du Seuil, 1973 - Points Sciences, 1976.
- Laboratorio para el genocido, (ouvrage collectif), Editions Ciencia nueva, Buenos Aires, 1973.
- Dossier D... comme drogue, Editions Moreau, 1973 ; Livre de poche 1976.
- Guérir pour normaliser (dossier), Autrement no 4, 1974.
- Les Complots de la CIA, Editions Stock, 1976.
- Le Commissariat aux archives, Editions Bernard Barrault, 1986 (traductions anglaise, allemande, italienne et japonaise).
- Peinture, cinéma et retour, Ministère des Affaires étrangères, 1993.
- Palettes, collection l’Infini, Gallimard, 1998 - Folio, 2017, no 6262.
- Michel Foucault, une journée particulière, Aedelsa, 2004.
- L’art pris au mot, en collaboration avec Valérie Lagier, Dominique Moncond’huy et Henri Scepi, Gallimard 2007.
- Lumière de l’image, Gallimard, Folio, 2008.
- Dina Vierny, histoire de ma vie racontée à Alain Jaubert. Coll. Témoins de l'art, Gallimard, 2009.
- D’Alice à Frankenstein, Lumière de l’image 2, Gallimard, Folio, 2011.
- Casanova l’aventure, Gallimard, 2015.
- La Moustache d’Adolf Hitler, coll. « L’Infini », Gallimard 2016.
- J.M.W. Turner, Carnets secrets, Cohen&Cohen, 2016.
- "Sur quelques thèmes homériques", dans : Homère. Catalogue de l'exposition présentée au musée du Louvre-Lens, LienArt, pp. 40-49, 2019.
- Zestes, Aventures des agrumes dans l'art, Cohen&Cohen, 2021.

### Romans
- Val Paradis, Gallimard, 2004 ; Folio 2006.

Prix Goncourt du premier roman. Prix Gironde-Nouvelles-Ecritures. Prix du premier roman du Touquet. Prix Livre et mer, Concarneau.
- Une nuit à Pompéi, Gallimard, 2008, Folio, 2010.
- Tableaux noirs, Gallimard, 2011.
- Au bord de la mer violette, Gallimard, 2013; Folio 2016.Prix Éric Tabarly 2014.
- Sous les pavés…, Cohen&Cohen, 2018. Roman sur Mai 68

### Traductions
- Om…, d’Allen Ginsberg, éditions du Seuil, 1973.
- Ne pariez jamais votre tête au diable, traduction et présentation des nouvelles inédites d’Edgar Allan Poe, Gallimard - collection Folio, 1990.

### Éditions et préfaces
En 1981, il est co-solidaire de la publication Avis de recherche consacrée au soutien des appelés insoumis au service militaire.
- Le Naufrage de la Méduse, de J.-B. Savigny et A. Corréard, Folio Gallimard, 2005.
- La Ligne d’ombre, de Joseph Conrad, Folio, 2010.
- Portraits pour un siècle, Gallimard-Roger Viollet, 2011.